# Distretto di Obura-Wonenara
Il distretto di Obura-Wonenara, in inglese Obura-Wonenara District, è un distretto della Papua Nuova Guinea appartenente alla provincia degli Altopiani Orientali. Ha una superficie di 3.916 km² e 45.000 abitanti (stima nel 2000)

## Geografia antropica

### Suddivisioni amministrative
Il distretto è suddiviso in due Aree di Governo Locale:
- Lamari Rural
- Yelia Rural